# Alda Neves da Graça do Espírito Santo
Alda Neves da Graça do Espírito Santo, (Santo Tomé, Santo Tomé y Príncipe, 30 de abril de 1926 – Luanda, Angola, 9 de marzo de 2010), conocida como Alda do Espírito Santo, fue una política y poeta en idioma portugués.
Desde la independencia del país de Portugal en 1975, ejerció altos cargos en el gobierno, incluido el Ministerio de Educación y Cultura, el de Información y Cultura, Presidenta de la Asamblea Nacional de Santo Tomé y Príncipe, así como Secretaria General de la Unión Nacional de Escritores y Artistas de Santo Tomé y Príncipe.
| Predecesor: Leonel Mário d'Alva | Presidente de la Asamblea Nacional de Santo Tomé y Príncipe 1980 - 1991 | Sucesor: Leonel Mário d'Alva |